# Salmon Gums
Salmon Gums är en ort i Australien. Den ligger i kommunen Esperance Shire och delstaten Western Australia, omkring 550 kilometer öster om delstatshuvudstaden Perth. Antalet invånare är 789.
Trakten runt Salmon Gums är nära nog obefolkad, med mindre än två invånare per kvadratkilometer..
Omgivningarna runt Salmon Gums är i huvudsak ett öppet busklandskap. Genomsnittlig årsnederbörd är 552 millimeter. Den regnigaste månaden är mars, med i genomsnitt 89 mm nederbörd, och den torraste är februari, med 18 mm nederbörd.